# 卡路士·雲尼斯奧斯
卡路士·雲尼斯奧斯·艾維斯·莫賴斯（葡萄牙語：Carlos Vinícius Alves Morais，1995年3月25日—）為巴西足球員，司職前鋒。現效力於巴西足球甲級聯賽球會甘美奧。

## 職業生涯
雲尼斯奧斯出生在巴西馬拉尼昂州邦热苏斯达斯塞尔瓦斯。2009年，14歲的雲尼斯奧斯在戈亞斯體育會展開他的青年軍生涯，出道時擔任中堅。2011年時加盟桑托斯，隨即被外借至巴西体育。在2014又轉會至彭美拉斯。
雲尼斯奧斯在2016年轉會至卡德尼斯並進入一隊，但加盟第一年並沒有進行任何比賽。他的一隊地標戰要去到2017年3月19日，球隊客場負於烏貝蘭迪亞的米納斯吉拉斯州足球聯賽比賽中首發上陣。在球會裡雲尼斯奧斯主要擔任防守中場。
2019年7月20日，雲尼斯奧斯以1,700萬歐元轉投葡萄牙勁旅本菲卡，合約為期5年並付帶1億歐元的解約條款。他首次為球隊上場對陣費利拿就取得入球，協助球隊保住5-0的勝局。2019年7月20日，雲尼斯奧斯在對馬里迪莫的比賽中上演帽子戲法，全季上陣32場比賽並攻入18球，與及隊友並列聯賽神射手。
2020年10月2日，英超球會熱刺宣佈以300萬歐元從本菲卡租借雲尼斯奧斯一季。
2021年3月21日在热刺对阵阿士東維拉时打进英超生涯第一球。

## 榮譽
本菲卡
- 葡萄牙超級盃：2019年[11]

個人
- 葡萄牙超級足球聯賽神射手：2019–20年[12]

## 外部連結
- Soccerway資料庫：卡路士·雲尼斯奧斯
- 足球数据库：卡路士·雲尼斯奧斯的球员统计数据
- 卡路士·雲尼斯奧斯於ForaDeJogo的個人資料